# 武夷山 (世界遗产)
武夷山位于中国福建省武夷山市，1999年12月1日被联合国教科文组织世界遗产委员会列入“世界自然遗产和文化遗产名录”，是继泰山、黄山、峨嵋山－乐山大佛之后，中国第四个列入世界双重遗产的单位，是全世界35个双重遗产地之一。

## 概要
“武夷山”世界遗产地核心面积63575公顷，次核心面积36400公顷，合计99975公顷，外围保护地带——缓冲区面积27888公顷。主要包括四个区域：文化与自然景观保护区（武夷山风景名胜区）、古汉城遗址保护区（城村汉城遗址）、生物多样性保护区（福建武夷山国家级自然保护区）以及九曲溪生态保护区。
西部的福建武夷山国家级自然保护区分布着世界同纬度带现存最完整、最典型、面积最大的中亚热带原生性森林生态系统，是全球生物多样性保护的关键地区；东部既有丹山碧水的武夷山风景名胜区，也有城村汉城遗址等文物古迹，此外朱熹的理学也诞生在这片土地上，是这里人文与自然有机相融的体现。

## 登录过程
1993年初，武夷山市市长陈祥龙提出了争取武夷山列入“世遗”名录的想法。随后成立武夷山“申遗”指挥部。1998年6月，中国政府向联合国教科文组织世界遗产委员会推荐武夷山列入“世界遗产名录”。1999年3月30日至4月20日，受联合国教科文组织世界遗产委员会委派，世界自然保护联盟专家莱斯利·莫洛伊对武夷山进行实地考察。1999年12月1日在摩洛哥马拉喀什举办的世界遗产委员会第23届会议上表决通过，“武夷山”被列入“世界自然遗产和文化遗产名录”。
2017年7月9日在波蘭召開的聯合國教科文組織第四十一屆世界遺產委員會議通過「武夷山邊界調整案」，武夷山邊界從福建擴及江西，将江西武夷山（江西铅山）纳入到世界遗产武夷山中。

## 登录基准
该世界遗产被认为满足世界遺產登錄基準中的以下基準而予以登錄：
- （iii）呈现有关现存或者已经消失的文化传统、文明的独特或稀有之证据。
- （vi）具有显著普遍价值的事件、活的传统、理念、信仰、艺术及文学作品，有直接或实质的连结（世界遗产委员会认为该基准应最好与其他基准共同使用）。
- （vii）包含出色的自然美景与美学重要性的自然现象或地区。
- （x）拥有最重要及显著的多元性生物自然生态栖息地，包含从保育或科学的角度来看，符合普世价值的濒临绝种动物种。[4]

## 遗产名录

### 文化遗产
- 武夷山崖墓群，是目前国内外现存中年代最早的悬棺遗址。
- 城村汉城遗址，西汉闽越国王城遗址，面积达22万平方米。
- 朱熹理学思想的诞生地，留有众多遗迹。
- 武夷山摩崖石刻，现有426幅，由宋至清是武夷山古文化和古书法艺术的宝库。
- 丹霞嶂崖居。
- 茶文化。
- 宗教文化。武夷山是閩越古老神祇武夷君的道場，也是太姥娘娘、容成子、彭祖、劉少公、武夷十三仙、葛洪等諸多道家仙人修煉之處，是道教三十六洞天之一的升真玄化洞天。
- 余庆桥。

### 自然遗产
- 九曲溪与三十六峰，九十九岩的绝妙结合，它异于一般自然山水，是以奇秀深幽为特色的巧而精的天然山水园林。
- 世界生物多样化保护的关键地区，具有世界同纬度带现存最典型、面积最大、保存最完整的亚热带原生性森林系统，有丰富的野生动物资源，是世界昆虫种类最丰富地区。

- 武夷山崖墓群——四曲大藏峰崖墓
- 城村汉城遗址——宫殿遗址
- 朱熹创建的武夷精舍遗址
- 武夷山摩崖石刻——水光石
- 丹霞嶂崖居
- 武夷岩茶名品大红袍原生地
- 余庆桥残留的桥墩
- 九曲溪